# Ошакан
Ошака́н (арм. Օշական) — село в Арагацотнской области. Село Ошакан расположено в 4 км южнее Аштарака, среди виноградников и зелени гранатовых садов, занимающих все пространство между Аштараком и Эчмиадзином. У села есть договор о сотрудничестве с Альфорвиллем с 2001 года, который передал Ошакану два автобуса. В селе расположен детский реабилитационный центр «Ошакан».

## История

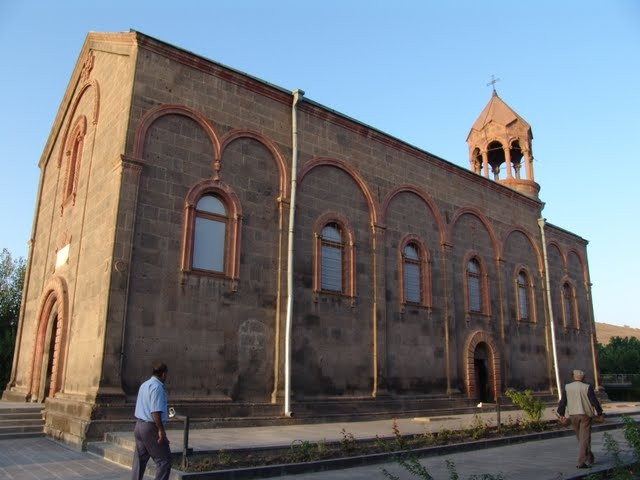
Церковь Св. Месропа Маштоца в Ошакане

Ошакан впервые упоминается историком Фавстосом Бузандом в связи с событиями первой половины IV века. Находясь в царском уделе Аршакидов (Арагацотнская область ), Ошакан был их собственностью. Историками описано сражение между персами и армянами (в которой армяне одержали победу), происшедшее в 336 году в этом селении. За доблесть, проявленную в освободительных войнах, в 336 году армянский царь Хосров III Котак (Низкорослый) дарит Ошакан Ваану Аматуни. По инициативе князей Аматуни здесь был похоронен Месроп Маштоц. В 442 году на его могиле была построена купольная церковь. Есть свидетельства, что в Ошакане Месроп Маштоц основал школу. Своими плодоносными садами и сооружениями Ошакан и далее был одной из значимых деревень Армении.
На территории селения были найдены памятники и более раннего периода.
На холме Диди обнаружены остатки урартской крепости VII—V веков до нашей эры, площадью 0,25га. Крепость была построена из крупных камней, которые были соединены известью. На территории крепости находилось много жилых и вспомогательных построек. Из пяти дворцовых комплексов раскопан лишь один и часть второго. Было раскопано 40 комнат дворца, зал. Существуют мнения, что это  вероятно Арзашку (в первые упоминается в надписях царя Ассирии Салманасара III: как «царский город» Араму /Араме/ Урартского), поселение указанный в «Третьей карте Азии» Птолемея (II век н.э.): по северному соседству города Арамали или Армаиира /Армавир/, у подножья горы Арагац, на побережье реки Касах: под названием Аузака[на] или Авшакан. На территории комплекса были обнаружены остатки церкви. Археологами найдено много керамических предметов, изделий из камня и кости, более 100 статуэток. Здесь же были обнаружены захоронения III века до нашей эры. При раскопках было обнаружено много инструментов, оружия, золотых, серебряных и бронзовых украшений. На раскопках, которые были произведены в наши дни, на стенах дворцов были обнаружены следы кладки более позднего периода — IV века нашей эры. Это говорит о том, что через много веков дворцы вновь были достроены и заселены.
На берегу реки Касах было обнаружено несколько некрополей, сложенных из крупных камней. Вокруг них сохранилось много надгробий — хачкаров.
В селении находится церковь Сион (Манканоц), построенная в VII веке. Это купольный храм с четырьмя нишами, имеющий крестообразную форму. Рядом находится кладбище, где сохранилось много уникальных надгробий VI—VII веков.
Во время русско-персидской войны 1826—1828 гг армянское ополчение и русские войска под предводительством генерала А. И. Красовского вели кровопролитные бои против 30 тысячной армии Аббас-Мирзы.

## Достопримечательности
В центре Ошакана стоит церковь Св. Месроп Маштоц, которую построил католикос Геворг IV в 1875—1879 гг. на месте церкви, основанной Вааном Аматуни в 443 году. Под алтарем церкви находится могила Месропа Маштоца (443), квадратная погребальня со входами с севера и юга. С севера вход закрыт, а с юга открывается вход в ризницу. Внутренняя часть церкви в 1960 году была покрыта фреской (Минасян). В восточной части возвышается двухэтаждная колокольня (1884 год), которая в армянской архитектуре единственная как по месту расположения, так и по своей цилиндрообразной форме. Вход в церковь с алтаря. В 1962 году в честь 1600-летия Месропа Маштоца (1962 г. архитектор Торосян) при въезде в Ошакан был установлен памятник, который представлял собой два огромных листа раскрытой книги, на которой был начертан армянский алфавит. Часовня с его могилой является одной из наиболее посещаемых мест в Армении. Каждый год, в сентябре, многочисленные первоклассники учат первую букву армянского алфавита именно в этой церкви: после торжественной клятвы, у могилы Св. Месропа Маштоца.

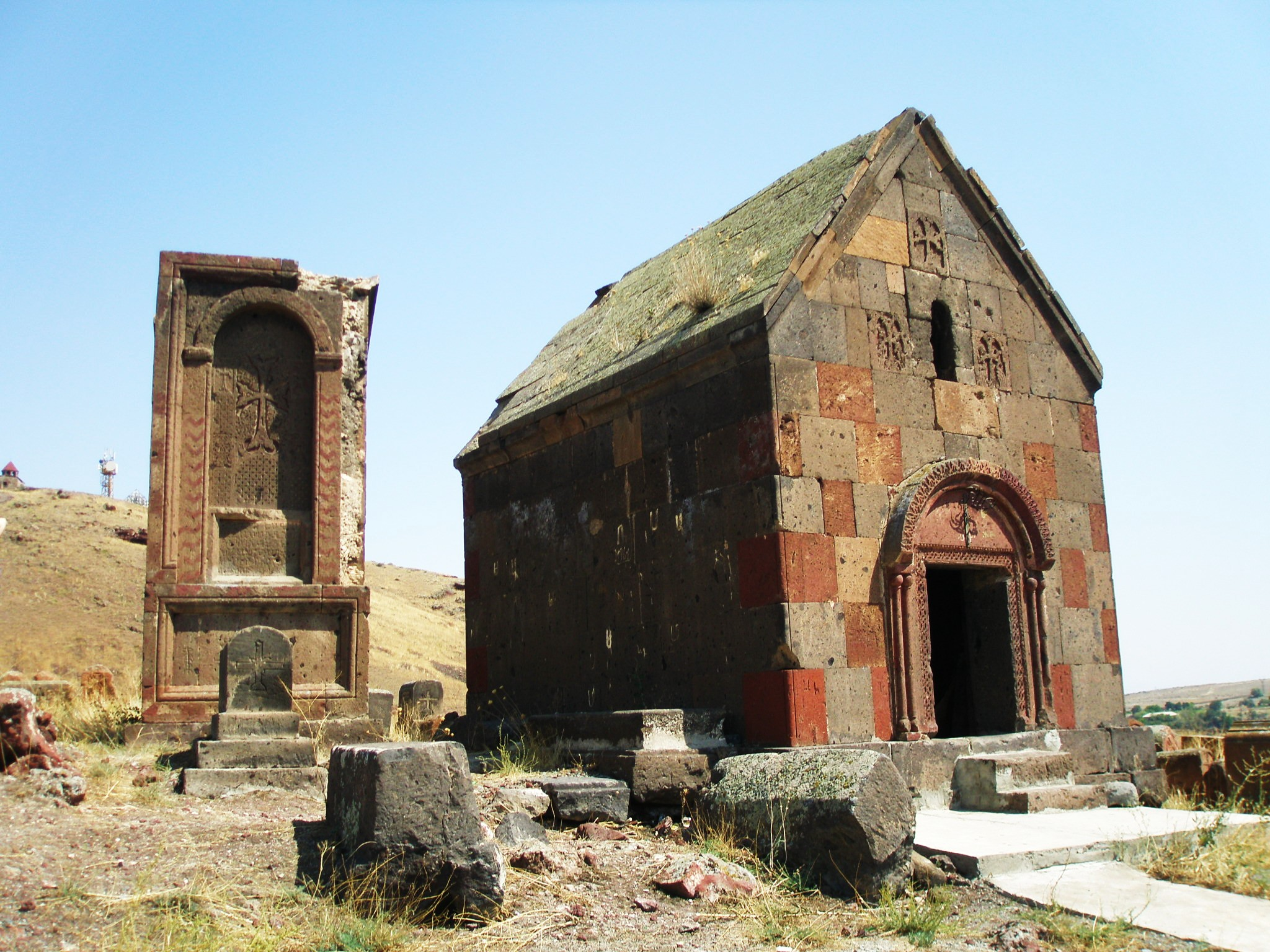
Монастырь Тух Манук, XIII век
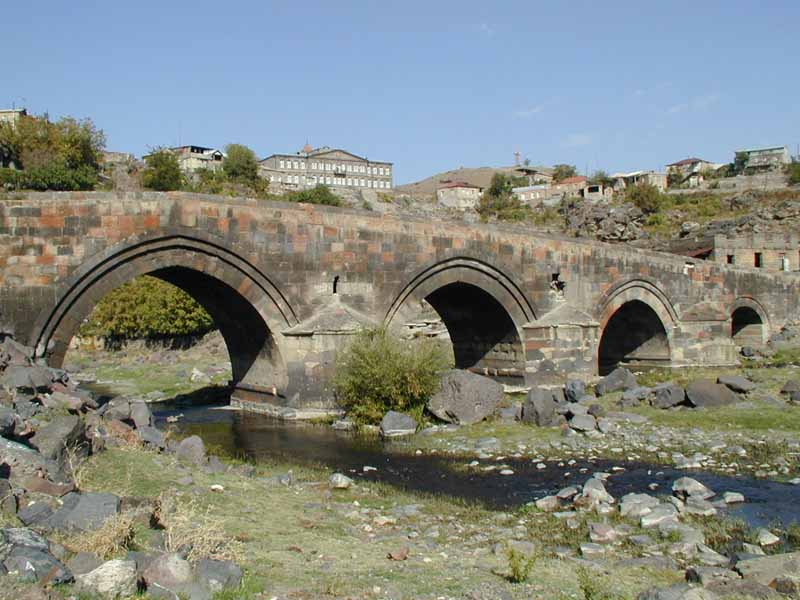
Мост начала XVIII века

На северо-востоке от Ошакана, в месте, называемом «Манканоц», стоит купольная церковь Св. Сиона (VII век) с четырьмя приделами по углам, построенная из розового гладкотесаного туфа. В Ошакане находится раннесредневековый своеобразный монумент (VII—VIIIвв), который по преданию считается надгробьем императора Маврикия или его матери.
В Ошакане и его округе находятся часовни Св. Тадеоса Аракяла (Апостол Фаддей), Св. Григория, Св. Саркиса, Св. Богородицы, Тух Манука (XIII в.). К югу от Ошакана, на реке Касах, католикосом Наапетом в 1706 году был построен пятипролётный мост из красного гладкотесаного туфа.
В Ошакане 19 апреля 2010г. открылся после реставрации мемориальный комплекс, посвященный русским воинам и армянским ополченцам, павшим в Ошаканской битве 1827 года, после которой русская армия освободила Армению от персидского владычества. В церемонии открытия комплекса участвовали руководитель Администрации Президента Российской Федерации С. Е. Нарышкин и руководитель аппарата сотрудников Президента Армении Карен Карапетян. Председателем комиссии по восстановлению исторических памятников стал общественный деятель Андраник Никогосян.